# エイドリアン・ムーア

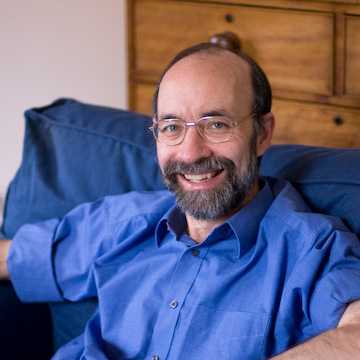
エイドリアン・ムーア教授（ガイ・バート撮影）

エイドリアン・ウィリアム・ムーア（Adrian William Moore, 1956年 - ）は、オックスフォード大学の哲学教授、哲学講師、セント・ヒューズ・カレッジのチュートリアル・フェロー。研究領域は次の通り。カント、ウィトゲンシュタイン、哲学史、形而上学、数学の哲学、論理学の哲学、言語、倫理学、宗教哲学。
「現代の哲学者で最高峰の一人」という声もあるムーアは、1980年にオックスフォード大学精神哲学におけるジョン・ロック賞を受賞し、1982年にマイケル・ダメットの指導のもと論文「言語、時間、存在論（Language, Time and Ontology）」で博士号を取得した。1983年から1985年の間、オックスフォード大学ユニバーシティ・カレッジのジュニア・ディーンを務めた。オックスフォード大学哲学会（Oxford University Philosophical Society）の会長（1995年-1996年）、哲学サブ・ファカルティ長（1997年-1999年）、オックスフォード大学出版局の代表（2014年-2019年）、アリストテレス協会の会長（2014年-2015年）を歴任した。2015年からは、ルーシー・オブライエンとともに、『MIND』誌の共同編集者を務めている。マインド協会の研究フェロー（1999年-2000年）、リーヴァーハルム主要研究フェロー（2006年-2009年）を授与されている。
処女作の『無限（The Infinite）』は1990年にラウトレッジから出版されたが、「非常に大きな哲学的重要性を持つテーマに関する権威のある概観」、「優れた著作で、見事なまでに明晰に書かれており、哲学的問題が精妙に扱われている」という評価を受けている。同書は『Philosophia Mathematica』、『International Philosophical Quarterly』、『Times Higher Education Supplement』、『Choice.』でも好意的な書評が寄せられている。
続いて発表した著書『諸観点（Points of View）』（オックスフォード大学出版局、1997年）は「素晴らしい著作。最良の分析哲学が有する厳密性、明晰性、正確性をもって、分析哲学でこれまでほとんど扱われてこなかったテーマを論じている」と評価されている。三冊目となる著作『高貴な理性、無限の能力――カントの道徳・宗教哲学に関する諸論考（Noble in Reason, Infinite in Faculty: Themes and Variations in Kant's Moral and Religious Philosophy）』は、『Mind』、『Times Literary Supplement』、『Kantian Review』の書評で称賛されている。
最新著は『近代形而上学の進化（The Evolution of Modern Metaphysics: Making Sense of Things）』（ケンブリッジ大学出版局、2012年）である。同書は「重要で注目に値する著作」であり、「極めて印象的な達成」だという評価を受けている。

## 哲学的方向性
ムーアによる現代形而上学に対する顕著な貢献の一つは、「無観点から（from no point of view）」の世界を考えることは可能であるという主張を擁護したことである。この議論は『Points of View』において、無謬性とナンセンスについての研究とともに提示された。カントとウィトゲンシュタインを参照しつつ、超越論的観念論は特定の表現不可能な洞察を表現しようとする試みから生じたナンセンスであると論じている。この考えを人格の本姓、価値、神といった、より広い根本的な哲学の問題にも応用している。
最新著の『The Evolution of Modern Metaphysics: Making Sense of Things』は、形而上学の歴史をデカルトから現代に至るまで徹底的に研究したものである。形而上学を「物事を理解しようとする最も一般的な試み」と定義し、形而上学の進化を、競合する様々な主張の可能性と射程を見据えながらたどっていく研究である。初期近代、後期近代、分析哲学、分析哲学以外の伝統の全てが扱われている。ムーアはここで、分析哲学とそれ以外の間には架橋不可能な深い溝があるという、いまだに根強く残る信念に挑戦しているのである。また、形而上学とは何であり、またなぜそれが重要なのかについての独自の主張も提示している。
ムーアは形而上学や哲学史の仕事だけでなく、論理学の哲学および数学の哲学への貢献でもよく知られている。特に、ムーア自身の細かな関心が反映された、無限の本性に関する業績が注目に値する。著書の『The Infinite』にて、ムーアは無限という観念とその歴史を徹底的に議論しており、また有限主義（finitism）の擁護も行っている。無限の思想史における広範なアプローチと主題を論じながら、様々なパラドックス、人間の有限性や死といった問題もあわせて扱っている。
倫理学と宗教哲学の分野においてムーアが取り組む最大の問題の一つはこれである。「倫理的思考を純粋理性に基礎づけることは可能なのか？」著書『Noble in Reason, Infinite in Faculty: Themes and Variations in Kant's Moral and Religious Philosophy』にて、ムーアはカントの道徳・宗教哲学を援用して、この問いを独自の仕方で理解し、それに答えようとしている。ムーアは道徳性、自由、宗教という3つのカント的主題を設定し、これらについて様々な解釈を提示している。ムーアによれば、道徳性は「純粋な」理性によって統制されうるというカント的な主張には難点があるが、文化的・社会的に条件付けられた理性という考えを採用することでそれに近い主張を擁護することはできるという。
ムーアはまた、ケンブリッジ大学で同僚だったバーナード・ウィリアムズの仕事に特別の関心を抱いており、数多くの論考を書いている。2003年にウィリアムズが亡くなった後、ムーアは遺作管理者の一人に指名された。死後出版されたウィリアムズの論文集『人文学的学問としての哲学（Philosophy as a Humanistic Discipline）』の編集を行っている。

## 学歴
エイドリアン・ムーアはマンチェスター文法学校で教育を受けた。ケンブリッジ大学キングス・カレッジで哲学の学士号を取得後、オックスフォード大学に進学し、ベリオル・カレッジでマイケル・ダメットの指導のもと哲学の修士号、博士号を取得した。博士論文はクワインによる意味と存在論的コミットメントについての主張に関するものだった。

## 職歴
博士号を取得後、ムーアはオックスフォード大学ユニバーシティ・カレッジで3年間講師を務めた。その後ケンブリッジ大学キングス・カレッジのジュニア・リサーチ・フェローに就任した。1988年から、オックスフォード大学セント・ヒューズ・カレッジのチュートリアル・フェロー、哲学の講師を務めた。2004年からは同大学哲学教授を続けている。

## 著作

### 単著
- 1990 The Infinite (London: Routledge). A revised second edition, with a new preface, was published in 2001.
石村多門訳『無限――その哲学と数学』講談社、2012年
- 1997 Points of View (Oxford: Oxford University Press)
- 2003 Noble in Reason, Infinite in Faculty: Themes and Variations in Kant's Moral and Religious Philosophy (London: Routledge)
- 2012 The Evolution of Modern Metaphysics: Making Sense of Things (Cambridge: Cambridge University Press)

### 編著書
- 1993 (ed.) Meaning and Reference (Oxford: Oxford University Press)
- 1993 (ed.) Infinity (Aldershot: Dartmouth)
- 2006 (ed.) Bernard Williams, Philosophy as a Humanistic Discipline (Princeton: Princeton University Press)
- 2012 (co-ed.) Contemporary Kantian Metaphysics: New Essays on Space and Time (Basingstoke: Macmillan)